# Байрацький
Байрацький (до 1946 року — Мечет, рос. Мечеть) — колишній хутір у Піщівській і Городницькій волостях Новоград-Волинського повіту Волинської губернії та Суховільській і Повчинській сільських радах Городницького, Ярунського, Новоград-Волинського районів Волинської (Житомирської) й Коростенської округ, Київської та Житомирської областей.

## Населення
У 1906 році урочище мало 1 двір та 4 мешканців.

## Історія
В 1906 році — урочище Мечет, в складі Піщівської волості (1-го стану) Новоград-Волинського повіту Волинської губернії. Відстань до повітового центру, м. Новоград-Волинський, становила 26 верст, до волосної управи в м. Піщів — 6 верст. Найближче поштово-телеграфне відділення розташовувалось в с. Дідовичах.
У 1923 році хутір увійшов до складу новоствореної Суховільської сільської ради, котра, від 7 березня 1923 року, стала частиною новоутвореного Городницького району Житомирської (згодом — Волинська) округи. Від 23 вересня 1925 року, разом із сільською радою, увійшов до складу Ярунського району, 4 червня 1958 року — Новоград-Волинського району Житомирської області.
7 червня 1946 року, відповідно до указу Президії Верховної ради УРСР «Про збереження історичних найменувань та уточнення і впорядкування існуючих назв сільрад і населених пунктів Житомирської області», хутір перейменовано на Байрацький.
5 березня 1959 року, відповідно до рішення Житомирського ОВК «Про ліквідацію та зміну адміністративно-територіального поділу окремих сільських рад області», хутір, разом з іншими населеними пунктами ліквідованої Суховільської сільської ради, відійшов до складу Повчинської сільської ради Новоград-Волинського району.
Знятий з обліку 29 вересня 1960 року, відповідно до рішення Житомирського облвиконкому «Про вилучення з обліку деяких населених пунктів в районах області», як такий, що фактично перестав існувати.